# Charles Ng
Charles Ka-Ki Ng (ismertebb nevén Charles Ng, egyszerűsített kínai írással: 伍家麒; Hongkong, 1984. augusztus 1. –) hongkongi autóversenyző, korábban a túraautó-világbajnokságban versenyzett a BMW csapattal.

## Fiatalkora
19 évesen költözött az Amerikai Egyesült Államokba. 2008-ban újoncként megnyerte a Skip Barber Mazdaspeed Challenge nyugati bajnokságát, 2010-ben bajnoki címet szerzett az ázsiai túraautó-bajnokságban. Ugyanebben az évben a Formula Drift bajnokságban az év második legjobb újoncaként zárta a bajnokságot.

## Túraautó-világbajnokság

### 2011
Ebben az évben debütált a Team Engstler színeiben, és összesen hat futamon állt rajthoz. A kínai nagydíj második futamán első WTCC világbajnoki pontját is megszerezte.

### 2012
2012-ben már teljes szezont futott a Team Engstler csapattal. A kínai nagydíjon ismét pontot szerzett, ezúttal a második futamon.

### 2013
A 2013-as volt a legjobb, és egyben az utolsó szezonja. A marokkói nagydíj második futamán 10., Japánban szintén a második futamon 7. helyezést ért el. 7 ponttal, a 18. helyen zárta az összetett bajnokságot. WTCC-s karrierje során 52 futamon indult, és 9 pontot szerzett.

## Eredményei
| Év   | Csapat                   | Autó       | 1   | 1   | 2   | 2   | 3   | 3   | 4   | 4   | 5   | 5   | 6   | 6   | 7   | 7   | 8   | 8   | 9   | 9   | 10  | 10  | 11  | 11  | 12  | 12  | Hely | Pont |
| 2011 | Liqui Moly Team Engstler | BMW 320 TC | BRA | BRA | BEL | BEL | ITA | ITA | HUN | HUN | CZE | CZE | POR | POR | UK  | UK  | GER | GER | ESP | ESP | JPN | JPN | CHN | CHN | MAC | MAC | 22.  | 1    |
| ---- | ------------------------ | ---------- | --- | --- | --- | --- | --- | --- | --- | --- | --- | --- | --- | --- | --- | --- | --- | --- | --- | --- | --- | --- | --- | --- | --- | --- | ---- | ---- |
| 2011 | Liqui Moly Team Engstler | BMW 320 TC |     |     |     |     |     |     |     |     |     |     |     |     |     |     |     |     |     |     | 14  | 19  | 16  | 10  | 13  | 14  | 22.  | 1    |
| 2012 | Liqui Moly Team Engstler | BMW 320 TC | MON | MON | VAL | VAL | MAR | MAR | SVK | SVK | HUN | HUN | AUT | AUT | POR | POR | CUR | CUR | USA | USA | SUZ | SUZ | CHN | CHN | MAC | MAC | 25.  | 1    |
| 2012 | Liqui Moly Team Engstler | BMW 320 TC | 15  | Ki  | 18  | 19  | Ki  | 13  | 15  | Ni  | 16  | Ki  | 14  | 13  | 18  | 14  | 13  | Ki  | 15  | Kiz | 22  | 17  | 10  | 23  | Ki  | Ki  | 25.  | 1    |
| 2013 | Liqui Moly Team Engstler | BMW 320 TC | MON | MON | MAR | MAR | SVK | SVK | HUN | HUN | AUT | AUT | RUS | RUS | POR | POR | ARG | ARG | USA | USA | SUZ | SUZ | CHN | CHN | MAC | MAC | 18.  | 7    |
| 2013 | Liqui Moly Team Engstler | BMW 320 TC | 15  | 17  | 14  | 10  | 18  | Ki  | 15  | 14  | 18  | 19  | Ki  | Ki  | 14  | 15  | 17  | 19  | 16  | Ki  | 14  | 7   | 27  | 16  | 28† | Ki  | 18.  | 7    |

## Külső hivatkozások
- Charles Ng hivatalos honlapja
- Charles Ka-ki Ng Archiválva 2012. október 8-i dátummal a Wayback Machine-ben
- Nyelvészkedés
- Charles Ng stays on with Franz Engstler's BMW team in World Touring Car Championship